# Sushi
Sushi (japansk: 鮨 eller 鮓 eller 寿司) er japanske retter af kunstfærdigt udskåret rå fisk eller skaldyr og marinerede ris. Den mest udbredte form for sushi er nigiri-sushi, som stammer fra Tokyo og består af rå fisk med den stærke peberrod wasabi, som presses på en risbolle eller sammen med ris og grøntsager rulles ind i nori-tang; serveres med wasabi, sojasauce og grøntsager.
Sushi er en gammel asiatisk tradition. Oprindeligt var sushi en metode til at konservere rå fisk. Det gik ud på at presse friske fisk mellem lag af salt og ris – under vægten af tunge sten. Risene og fiskene lå og gærede i helt op til et år – risen blev kasseret, inden man kunne spise de konserverede fisk. Nogle sushirestauranter i Tokyo benytter stadig denne oprindelige metode – også kaldet narezushi.
Narezushi menes at komme fra Sydøstasien, muligvis omkring Mekong floden. Denne konserveringsmetode spredte sig hurtigt til Kina og videre til Japan.
Den første registrerede omtale af sushi kommer fra et kinesisk leksikon fra det 2. århundrede, og henviser til saltet fisk konserveret i gæret ris. I en tid før køleskabe og frysere, har de forskellige kulturer fundet mange opfindsomme måder til bevaring af fisk og kød. I det 2. århundrede blev fisk først saltet og derefter pakket ind i ris. Når risen gærer, producerer den mælkesyrebakterier. Mælkesyrebakterierne æder simpelthen de skadelige fordærvelsesbakterier og dermed bevares fisken. Fisken blev derefter spist rå, og risen kastet væk. Denne type sushi kaldes nare-sushi, og er den ældste kendte form for sushi.
I det 8. århundrede blev narezushi introduceret i Japan. Japanerne foretrak at spise ris sammen med fisken, Konserveringsmetoden narezushi udviklede sig i Japan til, hvad man dengang kaldte seisei-sushi.
Den ret som vi i dag kender som sushi, er egentlig gademad fra Tokyo.
I begyndelsen af 1800-tallet fik en japansk kok ved navn Hanaya Yohei en god idé. Yohei fandt på at lave en spise, der mindede om narezushi – men blot nemmere og hurtigere. Yohei var den første, der serverede eddikesyltede ris presset sammen til en kugle og forsynet med en skive rå fisk på toppen. Retten kunne laves på få minutter og blev solgt fra en transportabel bambuskiosk i Tokyo. Den simple spise blev meget hurtigt en kæmpe succes i Japan. Travle japanere spiste de små delikatesseretter. Kort tid efter blev succesen kopieret. I det 19. århundrede, da Tokyo stadig blev kaldt Edo, blev der oprettet små, udendørs madboder langs Tokyos bugt. Boderne serverede friskfanget fisk, der var pakket fint ind med tang fra bugten. Denne type blev kaldt edomae-sushi. Nigiri-sushi, der sammen med maki er den mest populære sushi-type i dag, blev også udviklet omkring dette tidspunkt. Disse nye former for sushi blev hurtigt udbredt til hele Japan, og de fleste ligner sushi, som den man kender i dag.
Først mere end 140 år efter at den første sushi blev tilberedt, opstod sushirestauranter med samlebånd.
I dag er sushi blevet udbredt over det meste af den vestlige verden. Sushiens popularitet voksede kraftigt i USA i 1980'erne, sideløbende med en stigende sundhedsbevidsthed i den amerikanske kultur. I 1990'erne kom sushien til København, hvorfra sushi-kulturen har bredt sig til resten af landet.

## Sushi i Danmark
Danmarks første sushi-bar åbnede i 1986 og eksisterede til 1995. Den hed Hana Kyoto og lå på Vimmelskaftet 39 i København. Først fra midten af 1990'erne blev sushi rigtig populært i Danmark, blandt andet med åbningen af restaurantkæden Sticks'n'Sushi i Nansensgade. Siden er et hav af sushi-restauranter kommet til i hele Danmark.

## Makisushi
Makisushi består af sushiris og fisk eller grøntsager rullet i plader af noritang. Makizushi oversættes til "rullet sushi".

### Fremstilling
Ved fremstillingen af makiruller benyttes en lille fleksibel bambusmåtte. På måtten placeres et stykke noritang, hvorpå risene fordeles. Ovenpå risene lægges rækker af f.eks. tun, laks, avocado, agurk el. lign. Derefter rulles fra den ene ende. Rullerne skæres ud i skiver, og anrettes. Rullerne kan laves så noritangen vender enten udad eller indad. Ved varianten hvor noritangen vender indad rulles makien ofte i hvide og sorte sesamfrø, dette både ser flot ud, og tilfører smag.

### Makisushi-typer
- Uramaki – også kaldet inside out maki, har nori (tangen) på indersiden af risene og 2 eller flere slags fyld.
- Hosomaki – små makisushi med en diameter på ca. 2 cm og indeholder typisk kun en slags fyld.
- Futomaki – store makisushi med en diameter på ca. 4 cm og med 2-3 slags fyld.
- Temaki – kegleformede håndruller, ca. 10 cm lange, hvor fyldet stikker ud i den ene ende. Spises generelt ikke med spisepinde, men med fingrene.
- Kaburimaki – er en uramaki, som får lagt et lag af fisk oven på toppen, hvilket gør den mere dekorativ.

## Nigiri
Nigiri er små klumper af ris hvorpå der lægges skiver af rå, røget eller marineret fisk, eller evt. kæmperejer eller andre skaldyr. Pålægget kan evt. sættes fast med et tyndt bånd af noritang som vikles hele vejen rundt om ris og pålæg.
Nigirizushi er japansk for "håndpressede sushi".